# Villa hybrida
Villa hybrida är en tvåvingeart som beskrevs av Hesse 1956. Villa hybrida ingår i släktet Villa och familjen svävflugor. Inga underarter finns listade i Catalogue of Life.